# Under Two Jags
Under Two Jags è un cortometraggio muto del 1923 diretto da George Jeske e prodotto da Hal Roach con Stan Laurel.
Il cortometraggio fu distribuito il 3 giugno 1923.

## Trama
L'avventuriero Stan giunge in terra d'Oriente.
Entrato in un albergo viene subito reclutato in una sorta di Legione straniera, ma subito si rivela una frana totale, provocando le ire del suo maggiore e gli scherni dei compagni.
Perciò viene condannato alla fucilazione, ma verrà salvato appena in tempo da una ragazza conosciuta in un ristorante.

## Versioni cinematografiche diUnder Two Flags
- Under Two Flags, regia di Lucius Henderson (1912)
- Under Two Flags, regia di George Nichols  (1912)
- Under Two Flags, regia di Travers Vale (1915)
- Under Two Flags, regia di J. Gordon Edwards (1916)
- Sotto due bandiere (Under Two Flags), regia di Tod Browning (1922)
- Under Two Jags, regia di George Jeske parodia (1923)
- Sotto due bandiere (Under Two Flags), regia di Frank Lloyd (1936)